# ハノイ歌劇場

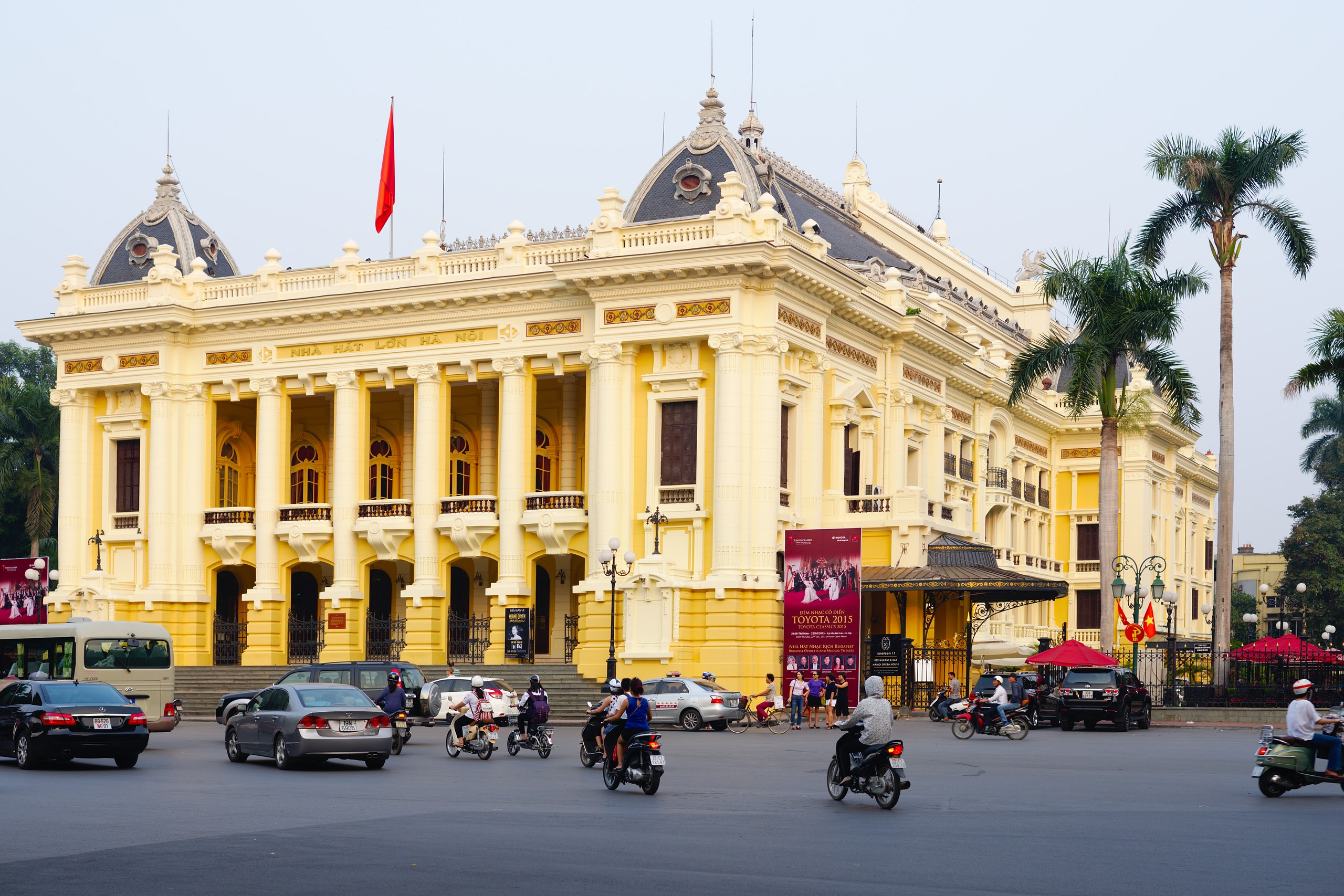
ハノイ歌劇場

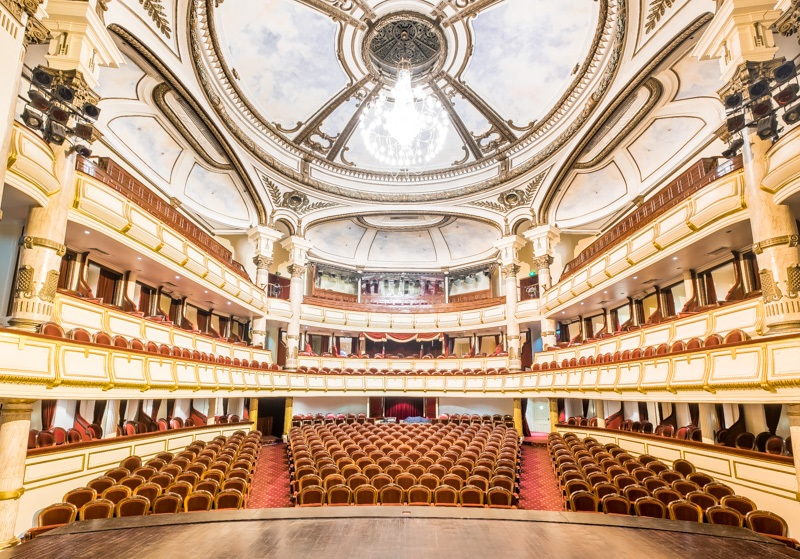
内部の様子

ハノイ歌劇場（ハノイかげきじょう、フランス語: Opéra de Hanoï）、または大歌劇場（ベトナム語: Nhà hát lớn Hà Nội）は、ベトナム・ハノイ中心部にある歌劇場である。1901年から1911年の間にフランスの植民地政権によって、パリ・オペラ座に倣って建立された。
ハノイ歌劇場はフランス人がインドシナに進駐中に建てた3つの歌劇場の1つで、他はハイフォン歌劇場（Haiphong Opera House）とホーチミン市市立劇場である。

## 参照項目
- ホーチミン市市立劇場
- ハイフォン歌劇場（Haiphong Opera House）